# César Pérez Sentenat
César Pérez Sentenat   (l'Havana, 18 de novembre de 1896 - l'Havana, 4 de maig de 1973) va ser un pianista i compositor cubà.
César Pérez Sentenat va començar a estudiar piano el 1913 amb Hubert de Blanck, Rafaela Serrano i Antonio Saavedra, i la teoria musical amb José Molina. El 1922 va viatjar a París, on va estudiar amb Joaquim Nin i Castellanos. També va estudiar pedagogia musical i musicologia a la "Schola Cantorum". Al seu retorn a l' Havana va estudiar harmonia contemporània amb Pedro Sanjuán i Amadeo Roldán, entre 1924 i 1926. En un temps posterior va viatjar als EUA, on va continuar estudiant Pedagogia Musical Infantil amb John M. Williams de 1939 a 1940. El 1953 va viatjar a Madrid per cursar cursos de Folklore Musical al Conservatori de Madrid, amb el professor Manuel García.

## Professor
El 1922, Pérez Sentenat va ser nomenat professor de piano i harmonia al Conservatori Nacional, i el 1940 va treballar com a professor associat a l'Escola de Música de Sherwood de Chicago. Sentenat va ser professor del Conservatori Municipal de Música, i el 1931 fou nomenat director d'aquesta institució educativa. També el 1931 fundà l'Escola Normal de Música juntament amb el compositor Amadeo Roldán, on va ampliar els cursos i va organitzar una escola nocturna. També va participar en la fundació del Conservatori Internacional de Música, dirigida per María Jones de Castro, en col·laboració amb Caridad Benítez, on van implementar el primer Preescolar i Escola Musical a Cuba.
El 1945 va ser designat Inspector Provincial de Música a l'Havana, i el 1948 com a inspector general. El 1961 fou nomenat professor de piano i director del Conservatori Guillermo M. Tomás de Guanabacoa, i el 1965 va ser Director General de Música del Consell de Cultura Nacional i president de la Comissió d'Educació Musical. Els seus alumnes van incloure músics de renom com Solomon Mikowsky, Magaly Ruiz, Juan Piñera i Horacio Gutiérrez.

## Pianista
El 1933, Pérez Sentenat va interpretar la Nit en els Jardins d'Espanya de Fall i el Concert per Clavicembalo i Orquestra amb l'Orquestra Filharmònica de l'Havana, dirigida per Amadeo Roldán. César Pérez Sentenat va oferir el seu últim concert de piano al Palau de Belles Arts de l'Havana, el 1972.

## Compositor
César Pérez Sentenat també es va dedicar a la composició musical, tot i que la seva activitat en aquest camp va ser eclipsada pel seu treball pedagògic. Com a compositor no va produir un gran catàleg d'obres i es va centrar principalment en un enfocament didàctic i una senzillesa estructural. Pel que fa a l'estil, es va adherir al nacionalisme amb un accent sobre elements rurals.

## Altres activitats
El 1922, Sentenat va participar, juntament amb Gonzalo Roig i Ernesto Lecuona, en la fundació de l'Orquestra Simfònica de l'Havana, amb la qual va col·laborar com a pianista i secretari general. El 1942, es va unir a Amadeo Roldán per crear l'Orquestra Filharmònica de l'Havana.

## Composicions musicals
Peces per a piano:
- El jardí de Ismaelillo (peces didàctiques), 1931;
- La petita Rebambaramba, 1932;
- Transcripció per a piano de la Dansa dels congos, d'Amadeo Roldán, 1945
- Transcripció per a quatre mans dels sis invencions de J. S. Bach, 1950.
- Dues estampes espanyoles, 1954;
- Carnaval humorístic, 1955;
- Suite cubana en sol menor, 1956;
- Preludi en tots els tons, 1957;
- Quatre estampes per a un pioner, 1962
- Peces per a veu i piano;
- Martianes, 1931;
- Tres cançons camperoles, 1931-1957;
- La terra roja...de sembrat, pregó, 1947;
- Tríptic de villancets cubans, 1949
- Aguinaldo del negre cristià, 1952
- Quatre estampes per a un pioner, per a cantant i piano.